# 고수아
고수아(高戍我, 1989년 7월 4일 ~ )는 대한민국의 바둑 기사이다.

## 약력
제주 출신으로 허장회 바둑교실을 거친후 김종수 사범 문하에서 바둑을 공부했다. 2002년 페어바둑대회 우승과 2005년 국무총리배 준우승을 차지했다. 2006년 제29회 여류입단대회 내신 1위로 입단했으며, 2007년 2단으로 승단했다. 2007년 제1회 지지옥션배와 제9기 여류명인전 본선에 진출했다. 세명컴퓨터고등학교를 졸업했고 2008년 제3기 부안여류기성전 본선과 2009년 제11기 STX배 여류명인전 본선에 올랐다. 2010년 한국바둑 세계화사업의 일환으로 헝가리(부다페스트)에서 활동했다. 2015년 7월, 3단으로 승단했다.